# The Simpsons 138th Episode Spectacular
The Simpsons 138th Episode Spectacular, titulado ¡Espectacular episodio número 138! en España y El episodio espectacular 138 de Los Simpson en Hispanoamérica, es el décimo episodio de la séptima temporada de Los Simpson y, tal como dice el título, el episodio n.º 138 de la serie. Cuando se emitió por primera vez en Estados Unidos, el 3 de diciembre de 1995, consiguió un índice de audiencia del 69,97%. [cita requerida] Fue escrito por Jon Vitti y dirigido por David Silverman. Su trama es un refrito de episodios anteriores, escenas eliminadas y finales alternativos.
Los segmentos en los que aparece Troy McClure fueron coloreados de forma digital, por lo que este fue el segundo episodio de la serie en utilizar este método de dibujo, luego del episodio Radioactive Man también perteneciente a esta temporada. Estos deberes estuvieron nuevamente a cargo de la empresa USAnimation. No volvería a usarse este método de coloreado hasta la duodécima temporada en el episodio Tennis the Menace, y la serie pasaría definitivamente al coloreado digital a partir de la decimocuarta con el capítulo The Great Louse Detective.

## Sinopsis

### Introducción
En una presentación en el auditorio cívico de Springfield, Troy McClure realiza un prólogo para el show con el mensaje Con 23% de material nuevo. No representa una fuente importante de entretenimiento. Llegado el momento del gag del sofá, aparecen algunos chistes mostrados anteriormente, los cuales son:

### Gags del sofá
- La familia se sienta en el sofá, que se transforma en un monstruo y devora a la familia.
- La familia entra, Maggie acelera, cortando la cinta, y dando la vuelta para sentarse corriendo.
- La familia se sienta en el sofá, seguidos por todos los personajes secundarios y terciarios de la serie.
- Los Simpson, al entrar, pasan por distintas habitaciones imposibles hasta sentarse en el sofá, en referencia al cuadro Relativity.
- Santa's Little Helper se encuentra en el sofá y gruñe a los Simpson cuando estos se acercan.
- La familia es aplastada por un pie.
- El tamaño de los miembros de la familia está invertido, siendo Maggie la más grande y Homer el más pequeño.
- La familia intenta llegar al sofá, pero este cada vez se aleja más al igual que el fondo de la imagen.
- La familia nada hacia el sillón.
- La escena está en blanco y negro y la familia (Usando guantes como los de Mickey Mouse) bailan un baile rígido.
- Los Simpson bailan al estilo Moulin Rouge mientras a sus costados los acompañan bailarinas, desaparece la pared detrás de ellos y aparece una troupe de magos, trapecistas y elefantes entrenados.

### Trama
Troy McClure muestra imágenes perdidas en el tiempo. Luego contesta cartas de los fanes, las cuales revelan secretos y curiosidades. Después revela imágenes de Matt Groening, James L. Brooks y Sam Simon. Groening es mostrado como un patriota sureño, calvo, con un parche en un ojo y con una pistola. A Brooks lo muestran como a un anciano millonario y a Simon como una parodia de un anciano Howard Hughes. Uno de los secretos revelados es que, según McClure, el nombre original de Homer en la serie iba a ser Capitán Orate/Capitán Chiflado.
También muestra clips del show de Tracey Ullman, incluyendo Good Night, el primer corto de la serie. Luego se revelan finales alternativos de la segunda parte del episodio Who Shot Mr. Burns?, en la cual aparecen diversos personajes, entre ellos Apu, el hombre de las historietas/tío de los tebeos, Tito Puente, Ayudante de Santa y Barney Gumble, además de un final falso donde Smithers es el culpable, aunque para hacer factible la escena habría que ignorar el ADN Simpson. Según el episodio, los finales alternativos fueron creados para evitar que nadie revelara el misterio.
El episodio también muestra la popular escena eliminada del episodio Burns' Heir, donde Burns le niega a Homer la entrada y le ordena a Smithers que suelte el robot de Richard Simmons que comienza a bailar con la canción Shake Your Booty de KC and the Sunshine Band. Luego de unos segundos, Homer se escapa gritando. Luego el robot se dirige para acosar a Burns, Smithers lo repele con un balazo en un ojo, el cual se regenera como en el T-1000, de Terminator 2: el juicio final. Después su trasero se avería y se pone a bailar descontroladamente, para acto seguido, explotar.

## Cortos mostrados en el episodio
- Good Night (el primer corto de Los Simpson)
- The Perfect Crime
- Space Patrol
- World War III
- Bathtime

## Escenas eliminadas
- Krusty Gets Kancelled
- $pringfield
- Mother Simpson
- Treehouse of Horror IV (el primer corto de "El Diablo y Homer Simpson")
- Homer and Apu
- Burns' Heir
- Treehouse of Horror V (el primer corto de "El Resplandor")
- Who Shot Mr. Burns? (en la segunda parte)

## Referencias culturales

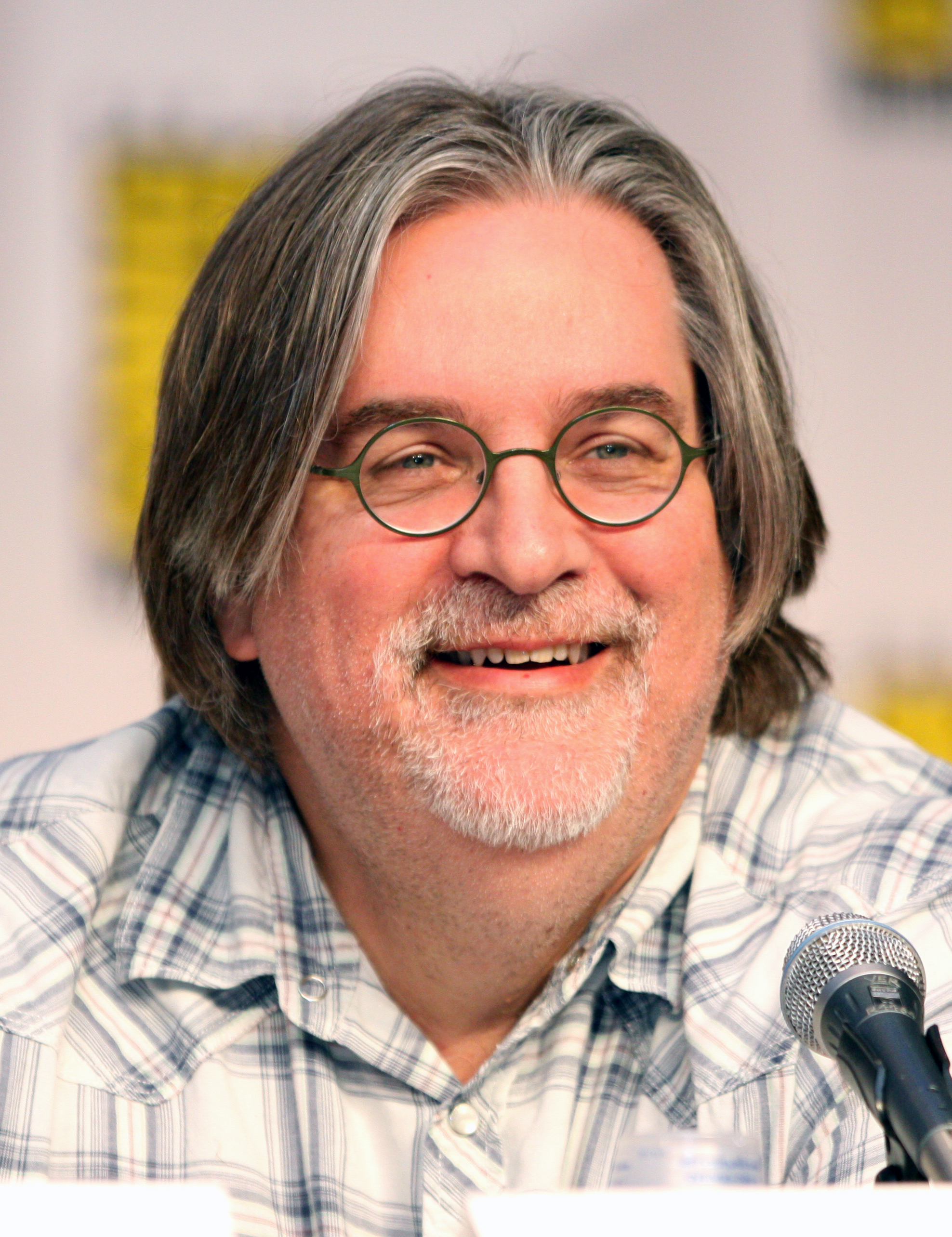
Matt Groening